# 屏東縣政府消防局
屏東縣政府消防局，為中華民國屏東縣最高消防行政機關，負責全縣的預防火災、搶救災害、緊急救護及其他為民服務事項。

## 組織架構

### 局內單位
該局局內單位如下：
- 核子事故應變及災害搶救科
  - 保養場
- 防災企劃科
- 火災預防科
- 教育訓練科
- 緊急救護科
- 救災救護指揮科
- 火災調查科
- 督察科
- 政風室
- 會計室
- 人事室
- 行政科

### 直屬大隊/分隊
該局設有5個大隊、36個分隊：
- 特搜大隊
- 第一大隊：屏東分隊、屏東第二分隊、里港分隊、瑪家分隊、三地門分隊、鹽埔分隊、麟洛分隊、霧台分隊、長治分隊、九如分隊、高樹分隊
- 第二大隊：潮州分隊、萬丹分隊、新埤分隊、內埔分隊、萬巒分隊、來義分隊、龍泉分隊、竹田分隊、泰武分隊
- 第三大隊：東港分隊、林邊分隊、枋寮分隊、新園分隊、崁頂分隊、佳冬分隊、琉球分隊、南州分隊、春日分隊
- 第四大隊：車城分隊、牡丹分隊、墾丁分隊、恆春分隊、滿州分隊、獅子分隊、枋山分隊

## 歷任局長
- 李明峰（1998年9月11日－2005年3月24日）[3]
- 吳慶川（2005年－2010年）
- 陳俊宏（2010年6月－2014年12月19日）[4]
- 許美雪

## 外部連結
- 屏東縣政府消防局 （页面存档备份，存于）
- 屏東縣政府消防局的Facebook專頁